# ダミエッタ沖海戦
ダミエッタ沖海戦（ダミエッタおきかいせん）またはバルティム沖海戦（バルティムおきかいせん）は、第四次中東戦争中の1973年10月8日夜から10月9日未明にかけてナイル・デルタ沿岸で発生した、イスラエル海軍とエジプト海軍間の海戦（夜戦）。イスラエル海軍のサール型ミサイル艇6隻が、アレクサンドリアを出港したエジプト海軍のオーサ型ミサイル艇4隻と交戦し、イスラエル海軍は10分間の戦闘でガブリエル艦対艦ミサイルによって2隻を撃沈、25分後にさらに3隻目を撃沈。残る4隻目はアレクサンドリアに撤退した。

## 背景
イスラエル国防軍は開戦3日目の1973年10月8日、シナイ半島方面のエジプト軍橋頭堡に対して反撃を行い、スエズ運河以西へ押し戻そうとした。イスラエル海軍では、この反撃によってポートサイドに圧力がかかり、ポートサイドに進出していたエジプト海軍艦艇が西に180km（110mi）のアレクサンドリアまで撤退すると予想し、ミサイル艇戦隊にポートサイドまで進出するよう命令を発した。ミサイル艇隊は前日に発生したラタキア沖海戦からハイファに帰港したばかりで補給が完了していないにもかかわらず、命令下達後25分以内に8隻が出港し、30ktの速力で南に向かった。5時間後にポートサイド沖の会合点に到着し、すでに2隻のミサイル艇で先発していたミハイル・バルカイ大佐と合流したが、シナイ半島でのイスラエル軍の反撃が失敗したため、エジプト海軍がポートサイドから撤退することはなかった。
バルカイ大佐と海軍司令官ベンヤミン・テレム少将は、ナイル・デルタ海岸線沿いのエジプト軍施設への砲撃を決め、午後9時に行動を開始したところ西方から接近する目標を探知した。イスラエル海軍ミサイル艇10隻は横一列の陣形を形成して40ktの速力で探知した目標への突撃を行ったが、30分後に探知した目標がレーダー偽像であることが明らかになったため、追跡を中止し、各艇から残燃料と弾薬の報告を受け、部隊の再編成を行った。バルカイ大佐の乗艦「ミズナーク」（INS Miznak）のほか3隻の残燃料が少ないことからハイファへ帰港させ、旗艦を「ヘレヴ」（INS Herev）へ移し、バルカイ大佐も幕僚らとゴムボートで移乗した。この時、アレクサンドリアからエジプト海軍のオーサ型ミサイル艇4隻が出港し、東へ向かうのを探知したことから、イスラエル海軍ミサイル艇6隻はアレクサンドリアへ向かった。

## 戦闘の推移
午後11時を過ぎ、イスラエル海軍ミサイル艇戦隊は二隻縦隊の横陣で広く散開して並進しており、北側にサール4型ミサイル艇の「レシェフ」（INS Reshef）と「ケシェット」（INS Keshet）、中央にサール2型ミサイル艇の「エイラート」（INS Eilat）とサール1型ミサイル艇の「ミスゲーブ」（INS Misgav）、南側にサール3型ミサイル艇の旗艦「ヘレヴ」（INS Herev）と「スーファ」（INS Sufa）が配置されていた。この時点では、サール型ミサイル艇のレーダーにオーサ型ミサイル艇は探知されていなかったため、イスラエル海軍ミサイル艇隊の方向へ行くのか定かではなかった。
午前0時近くに、ナイル・デルタ沿岸のダミエッタにある目標を砲撃するため、「ヘレヴ」と「スーファ」が海岸近くへ移動した。この際、「ヘレヴ」の電波探知装置が西方のバルティム沖の方向に反応を示したことから、北側の艇が長射程チャフを発射し、直後にオーサ型ミサイル艇から発射された対艦ミサイルが展開したチャフへ方向を変えた。イスラエル海軍ミサイル艇戦隊は電子戦装置を起動させ、最大戦速にした。
エジプト海軍のオーサ型ミサイル艇は4隻が2組に分かれてイスラエル海軍ミサイル艇戦隊に接近していたが、P-15艦対艦ミサイルの最大射程45kmの範囲外だった。午前0時15分過ぎ、オーサ型ミサイル艇から1発のP-15艦対艦ミサイルが射程48kmで発射された。2分後、P-15艦対艦ミサイルはイスラエル海軍ミサイル艇隊に向けて降下し始め、イスラエル海軍は艦載の機関砲で迎撃した。P-15艦対艦ミサイルは狙いが外れて海面に激突したが、接近を続けるオーサ型ミサイル艇からさらに3発のP-15艦対艦ミサイルが発射された。エジプト海軍は、北側のサール4型ミサイル艇を集中的に攻撃していたが、発射したミサイルはすべて命中しなかった。オーサ型ミサイル艇は攻撃後、反航針路から回頭して8の字運動によりアレクサンドリア港へ戻り始め、イスラエル海軍は追跡を継続した。25分に及ぶ追跡の後、「ケシェット」がオーサ型ミサイル艇と17kmの距離まで接近し、ガブリエル艦対艦ミサイル1発を発射、ミサイルは目標に命中したが、「ケシェット」は機関室の配管が破裂して浸水をきたした。ミサイルが命中したオーサ型ミサイル艇は炎上し、「ミスゲーブ」が砲撃して撃沈した。また、「レシェフ」と「エイラート」からも2隻目のオーサ型ミサイル艇へガブリエル艦対艦ミサイルが発射され、命中の後、2隻からの砲撃で撃沈された。残る2隻のオーサ型ミサイル艇は1隻が海岸へ向かい、もう1隻はアレクサンドリア港へ向かい逃走を続けていた。海岸へ向かった1隻は座礁し、ガブリエル艦対艦ミサイルが命中して停止した後、「ヘレヴ」と「スーファ」からの砲撃で大破した。アレクサンドリア港へ逃走中の1隻は「レシェフ」が追跡したが、ミサイルの射程範囲外となったうえ、ミサイルの電気系統に不具合が発生し、主砲の射程範囲内まで接近を試みたが、アレクサンドリア港に接近過ぎており、エジプト空軍による航空攻撃に曝される危険性もあったため追跡を断念して戦隊に合流した。
テレム少将からバルカイ大佐に追跡中止が命じられ、午前1時30分にイスラエル海軍ミサイル艇戦隊は北東へ回頭してハイファに帰投した。

## その後
イスラエル海軍はラタキア沖海戦に続く勝利となり、引き続きエジプト海軍、シリア海軍部隊を襲撃、海岸地帯の拠点への砲撃を行った。
一方、エジプト海軍はこの海戦でイスラエル海軍艦艇4隻を撃沈したと発表した。